# 소 윈

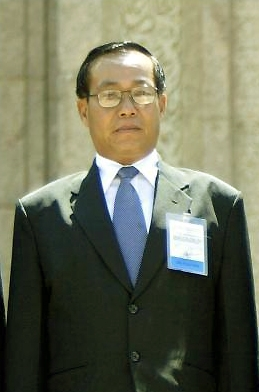
소윈 (2004년경)

소 윈(버마어: စိုးဝင်း 소 윈, 1947년 5월 10일 ~ 2007년 10월 12일)은 미얀마의 제10대 총리이자, 대장 출신 군인이다.

## 학력
- 국방사관학교 (1965~1969) (소위 임관)

## 생애
군사 정권의 최고 실력자인 국가평화발전평의회(SPDC) 의장 탄 슈웨의 심복 부하로, 2003년 5월에 민주화 운동 지도자 아웅산 수 찌가 신병이 재구속되었을 때의 사령관이다.
북서군 관할구역 사령관, 공군 사령관 등을 역임했고 2003년 8월, SPDC 제일 서기로 취임했다. 2004년 10월, 전임 수상 킨 눈의 해임으로, 후임 수상으로 취임했다. 수상 취임시의 서열은 킨눈에 뒤이은 제4위였다.
병 치료 때문에, 2007년 2월말부터 싱가포르에서 입원하고 있었지만 상태는 안정되지 않았고, 같은 해 5월 18일에 수상의 자리에서 내려와 SPDC 제일 서기의 테인 세인에게 수상 대행을 맡기고 있었다. 같은 해 10월 1일에 미얀마로 귀국했고 같은 달 12일에 양곤 시내의 군 병원에서 사망하였다. 병명은 분명하지 않지만 백혈병으로 보인다.
| 전 임 킨 눈 | 제10대 미얀마의 총리 2004년 10월 19일 ~ 2007년 5월 18일 | 후 임 테인 세인 |